# Алимкулова, Айгерим Нуржановна
Айгерим Алимкулова (род. 3 сентября 1990 года, Алма-Ата, Казахская ССР, СССР) — полузащитница ЖФК «Окжетпес».

## Клубная карьера
Карьеру игрока начинала в составе команды "СДЮШОР №2" города Алматы, через год перевелась в состав молодежной команды города Астана. С 2011 по 2013 год Алимкулова играла в составе "СШВСМ-Кайрат". В 2014 году Алимкулова перешла ЖФК "Кокше". С 2016 года является игроком "Астаны". В 2017 году Алимкулова обратно перешла в  ЖФК "Кокше".

## Карьера в сборной
Алимкулова с 2009 по 2011 годы играла в молодёжной сборной Казахстана. В целом за молодёжную сборную Алимкулова сыграла 3 матча и не забила не одного гола.
31 марта 2012 года Алимкулова дебютировала в главной сборной в матче против Румынии (0:3). В целом за главную сборную Алимкулова сыграла 4 матча и не забила не одного гола.

## Личная жизнь
В 2013 году Алимкулова окончила КазАСТ. Алимкулова имеет разряд кандидата в мастера спорта.